# Santa Cruz de Bezana
Santa Cruz de Bezana település Spanyolországban, Kantábria autonóm közösségben. Santa Cruz de Bezana Piélagos, Camargo és Santander községekkel határos. Lakosainak száma 13 832 fő (2024).

## Népesség
A település népessége az elmúlt években az alábbi módon változott:
| Lakosok száma | 8269 | 9799 | 10 463 | 11 279 | 12 154 | 12 500 | 12 818 | 13 095 | 13 482 | 13 832 |
|               | 2001 | 2004 | 2007   | 2009   | 2012   | 2014   | 2017   | 2019   | 2022   | 2024   |